# Henk Spruit
Hendrik Willem Christiaan Spruit (Utrecht, 19 februari 1906 - De Bilt, 6 januari 1998) was een Nederlandse dirigent. 

## Leven en werk
Henk Spruit werd geboren in Utrecht, maar groeide op in Harderwijk. Na zijn eindexamen hbs-b aan het Christelijk Lyceum Harderwijk in 1924 koos hij voor een vioolstudie aan het Utrechts Conservatorium bij Gerard Veerman en Hendrik Rijnbergen. Op 22-jarige leeftijd werd hij in 1928 directeur van de Harderwijker Muziekschool, die echter na twee jaar werd opgeheven. In 1933 werd hij eerste violist bij het Utrechts Stedelijk Orkest (USO) en in 1934 werd hij benoemd tot viooldocent aan het Utrechts Conservatorium, waar hij ook het conservatoriumorkest ging dirigeren. Hij verlegde geleidelijk zijn activiteiten van het vioolspel naar de orkestdirectie en werd in 1945 vaste dirigent van het USO naast Willem van Otterloo. In dat jaar richtte hij ook het Stichts Kamerorkest op, dat vaak optrad voor de radio-omroep. Daaruit kwam in 1948 zijn aanstelling tot vaste dirigent van het Omroep Orkest voort; hij bleef daar tot 1971. Daarnaast leidde hij twee kleinere orkesten van de radio-omroep: van 1948 tot 1960 het Hollands Strijkorkest en van 1962 tot 1970 het Kamerorkest Pieter Hellendaal, bedoeld als kweekvijver voor jonge musici. 
In zijn tijd bij het Omroep Orkest had Spruit een zeer gevarieerd repertoire. Hij propageerde de muziek van Max Reger. Hij dirigeerde monumentale werken, vaak met het Groot Omroepkoor, zoals de Missa Solemnis van Beethoven, het Requiem van Verdi, de Glagolitische Mis van Janáček, La damnation de Faust van Berlioz en de oratoria Christus am Ölberge van Beethoven, Les Béatitudes van Franck, Jeanne d'Arc au bûcher van Honegger en The Dream of Gerontius van Elgar. Hij voerde veel Nederlandse muziek uit van onder anderen Hendrik Andriessen, Alphons Diepenbrock, Hugo Godron, Oscar van Hemel, Herman Nieland, Léon Orthel, Willem Pijper, Herman Strategier, Alexander Voormolen en Johan Wagenaar. Zijn uitvoering van de "radiophonische opera" Orestes van Henk Badings werd in 1954 bekroond met de Prix Italia. 
Spruit maakte in de jaren vijftig ook plaatopnamen voor het Amerikaanse platenlabel Musical Masterpiece Society. Met het Utrechts Symfonie Orkest, dat zich verschool achter de naam "Netherlands Philharmonic Orchestra", nam hij onder meer de orkestsuites uit Le Cid van Massenet en Tsaar Saltan van Rimski-Korsakov op.  
Na zijn pensionering als dirigent was Spruit van 1971 tot 1984 recensent bij het muziektijdschrift Luister.